# 湾岸長島パーキングエリア

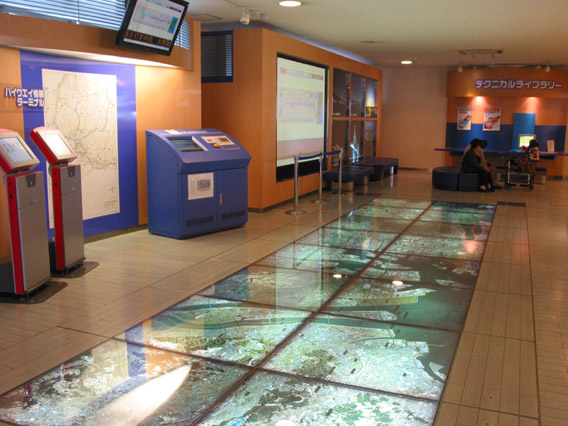
情報ターミナル夢景館

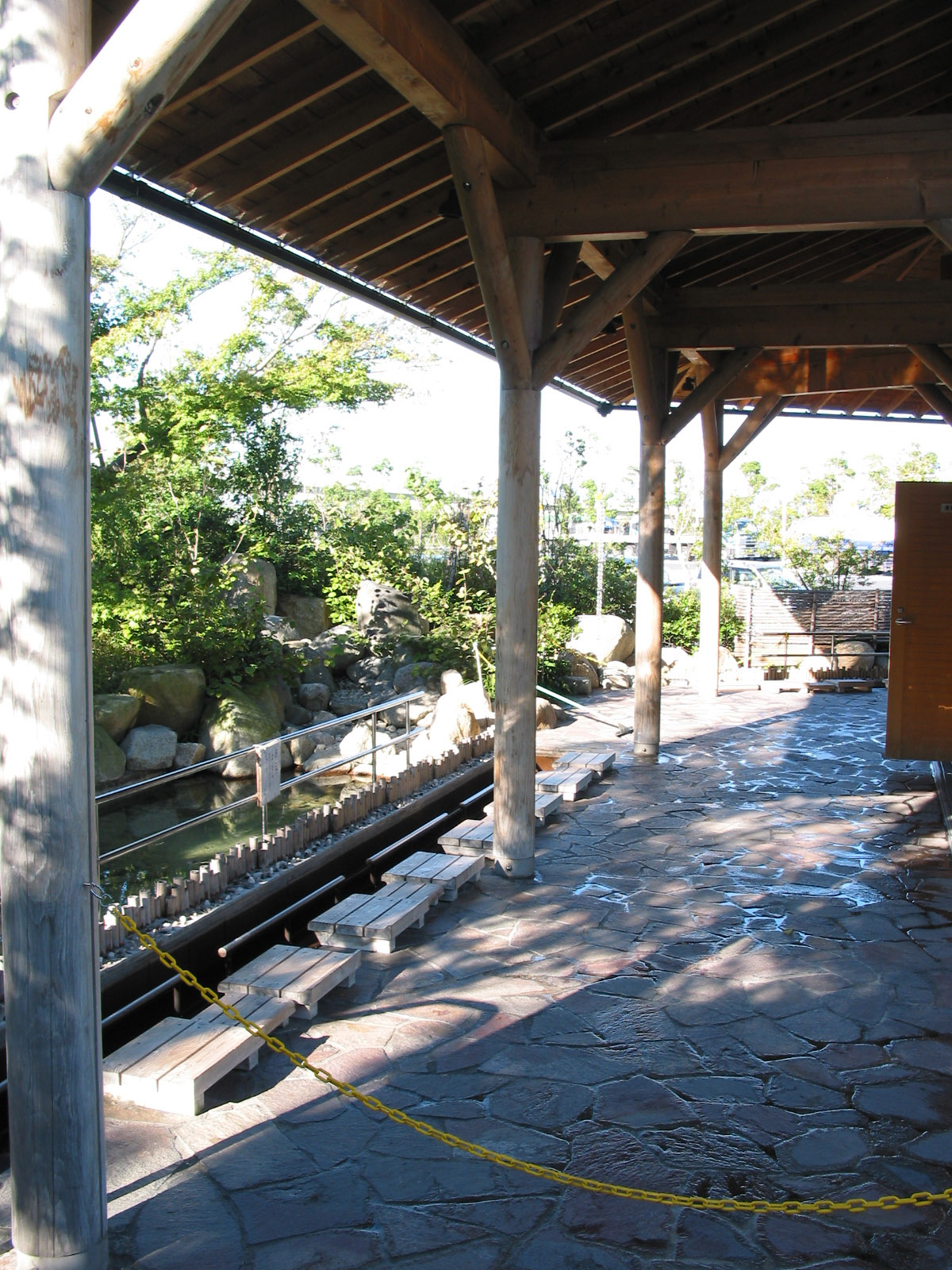
足湯

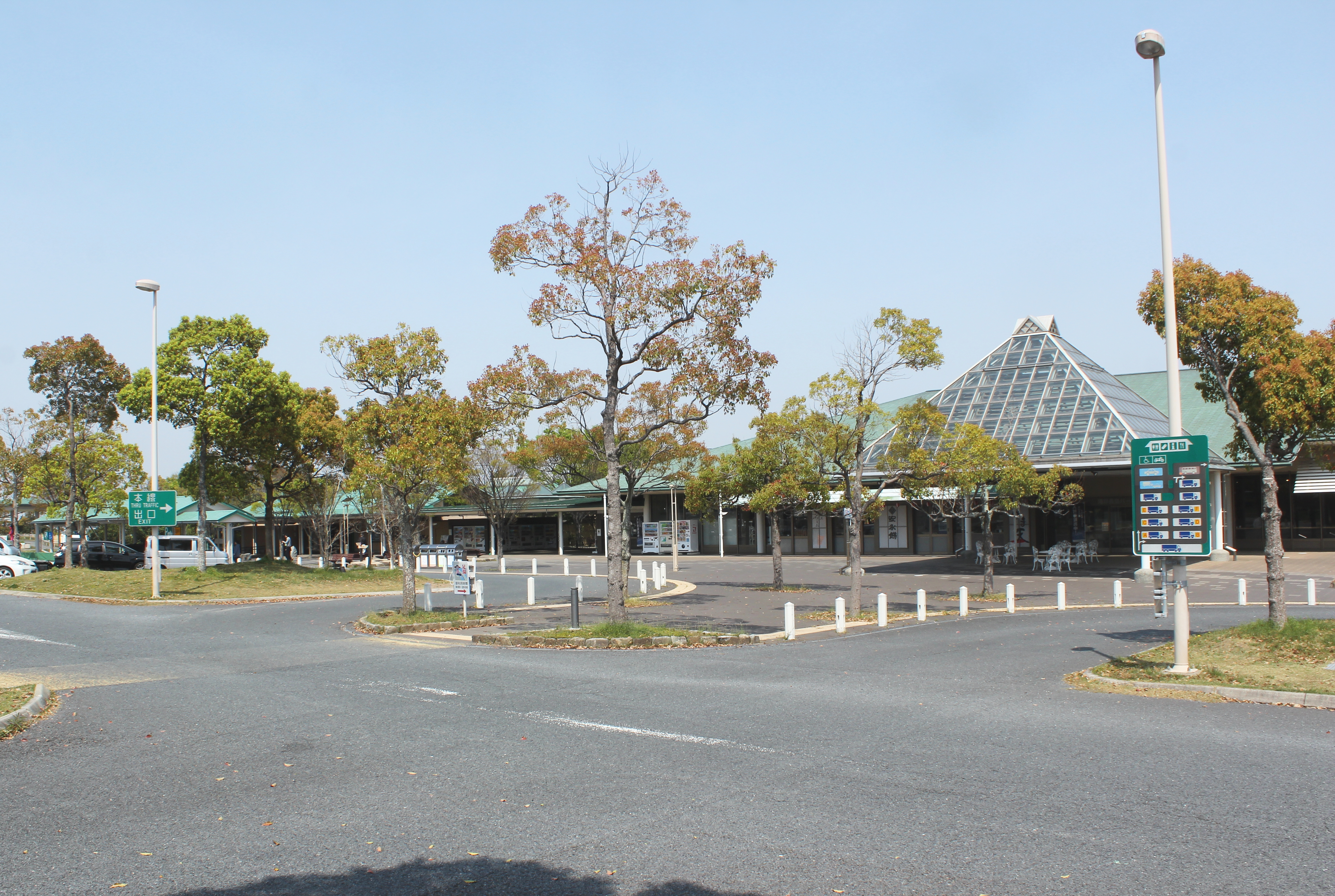
下り線施設

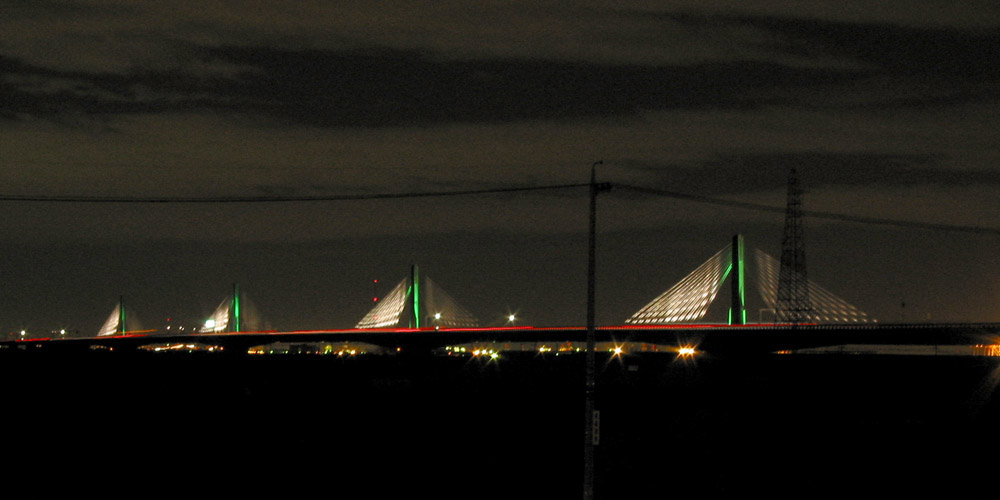
展望台よりみたトゥインクル木曽川橋の夜景

湾岸長島パーキングエリア（わんがんながしまパーキングエリア）は、三重県桑名市にある伊勢湾岸自動車道のパーキングエリアである。
併設されている湾岸長島ICとランプウェイを共用している。当PA利用後に湾岸長島ICから出ることが可能であり、当PAも「ナガシマリゾートに行く前に寄ってね！」とアピールしている一方で、ICから入った後に当PAを利用することはできない。また、上下線のパーキングエリアの間に湾岸長島ICの料金所があるため、上下線間の行き来も出来ない。営業を行っている株式会社長島ピーエーは、隣接するナガシマスパーランドなどを経営する長島観光開発株式会社と地元自治体との第三セクターである。

## 道路
- E1A 伊勢湾岸自動車道

## 施設
レジャー施設である長島温泉に近く、利用者が比較的多いためサービスエリア並みの規模を有するが、上下線ともガソリンスタンドは存在しない。また、ハイウェイオアシスやぷらっとパークでは無いが、7時から21時までの間、一般道から「一般のお客様入口」を通過し、マイカーの駐車およびパーキングエリア施設の利用が出来る。なお、「一般のお客様入口」は、上り線はパーキングエリア施設の北東角、下り線は南東角のいずれも三重県道7号水郷公園線の近傍にある。

### 上り線（豊田方面）
- 駐車場
  - 大型 161台
  - 小型 46台
- 情報ターミナル夢景館
  - 中日本高速道路株式会社管内の情報スポットや、床には1/7000の航空写真による伊勢湾岸自動車道の全線マップがあり、道路情報端末や高速道路関係の技術情報、高速道路網の案内の他、紀勢自動車道紀勢宮川橋が受賞した2005年度土木学会田中賞の表彰状などが展示されている（2006年11月現在）。
- トイレ
  - 男性 大6（和式2・洋式4）・小19
  - 女性 26（和式6・洋式20）
    - 同伴の男児用 2

  - 車椅子用 2
- 給電スタンド（24時間）
- レストラン 102席（長島ピー・エー、11:00 - 21:00）
- スナック 98席（長島ピー・エー、7:00 - 22:00）
- ショッピング（長島ピー・エー、7:00 - 22:00）
- 自動販売機
- 足湯（8:00 - 20:00）
  - 天然温泉を使用している。
  - 客席数 20席
  - 着替室 3席

### 下り線（四日市方面）
- 駐車場
  - 大型 161台
  - 小型 46台
- トイレ
  - 男性 大6（和式2・洋式4）・小19
  - 女性 26（和式6・洋式20）
    - 同伴の男児用 2

  - 車椅子用 2
- 給電スタンド（24時間）
- レストラン 108席（長島ピー・エー、11:00 - 21:00）
- スナック 98席（長島ピー・エー、7:00 - 22:00）
- ショッピング（長島ピー・エー、7:00 - 22:00）
- 自動販売機
- 足湯（8:00 - 20:00）
  - 上り線と同様天然温泉を使用している。
  - 客席数 16席
  - 着替室 3席
- 展望台

## 歴史
- 2002年（平成14年）3月24日 - 供用開始。
- 2015年（平成27年）1月3日 - 午後7時から翌1月4日午前2時まで、暴走族対策のため閉鎖[2]。パーキングエリア・サービスエリアの閉鎖は、三重県警察として初めての対応となった[2]。
- 2017年（平成29年）4月1日 - 上下線のレストランの営業時間を7:00 - 21:00から11:00 - 21:00に変更[3]。

## 隣
E1A 伊勢湾岸自動車道
(12) 弥富木曽岬IC - (13) 湾岸長島IC/PA - (14) 湾岸桑名IC